# Restrepia antennifera
Restrepia antennifera är en orkidéart som beskrevs av Carl Sigismund Kunth. Restrepia antennifera ingår i släktet Restrepia och familjen orkidéer. Inga underarter finns listade i Catalogue of Life.

## Bildgalleri

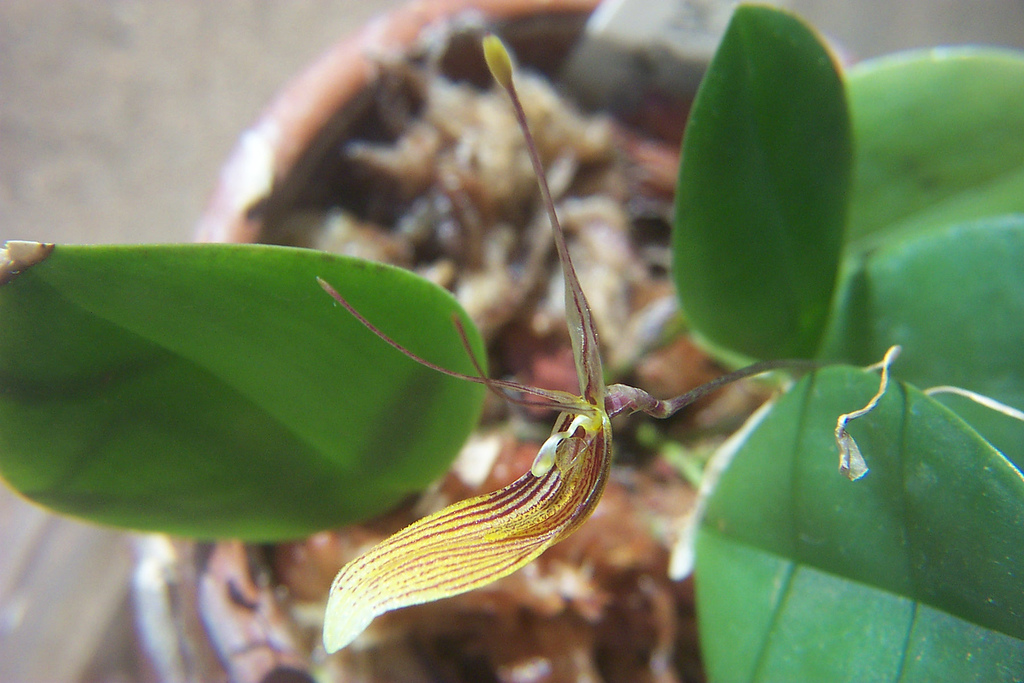
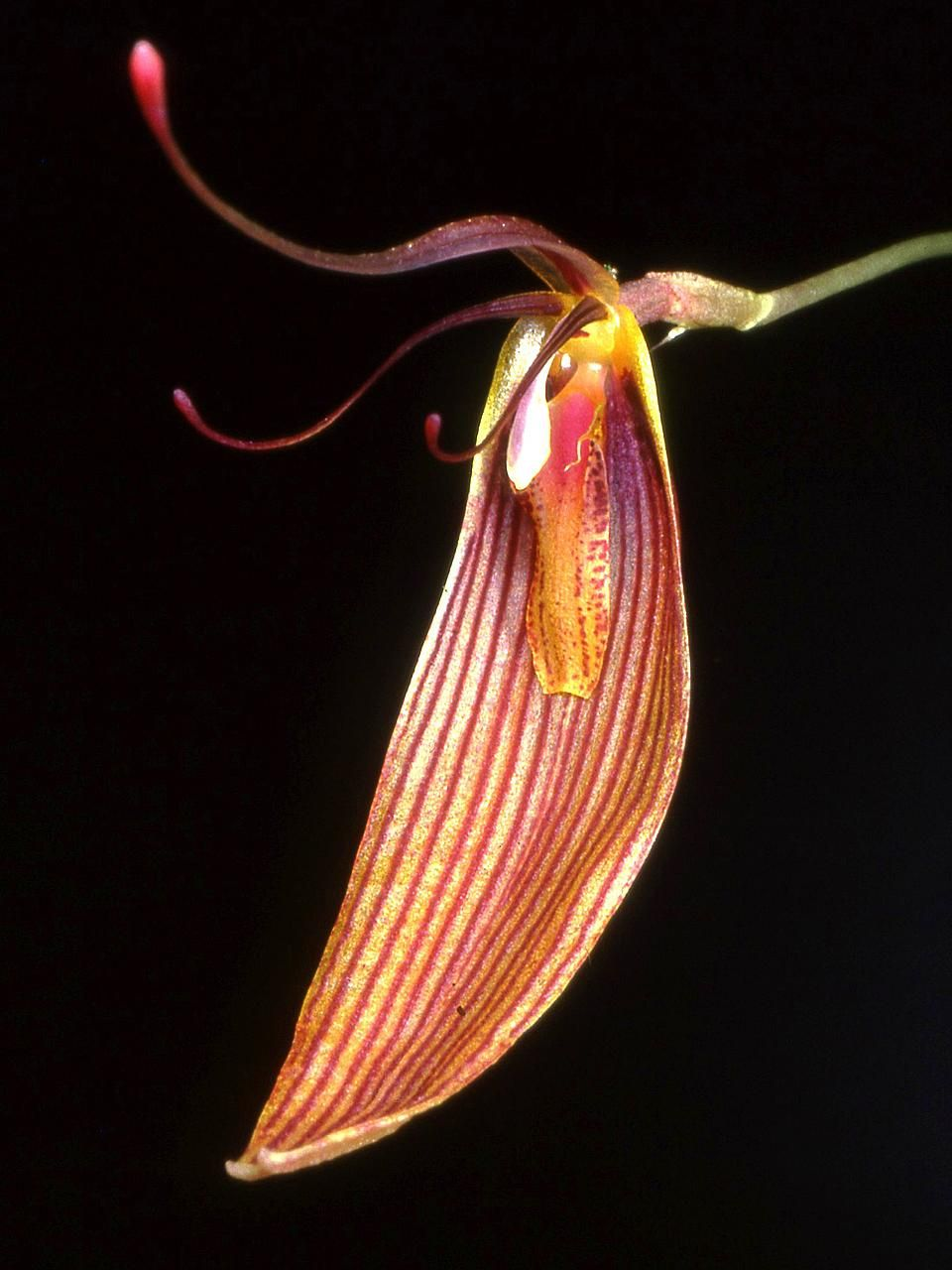
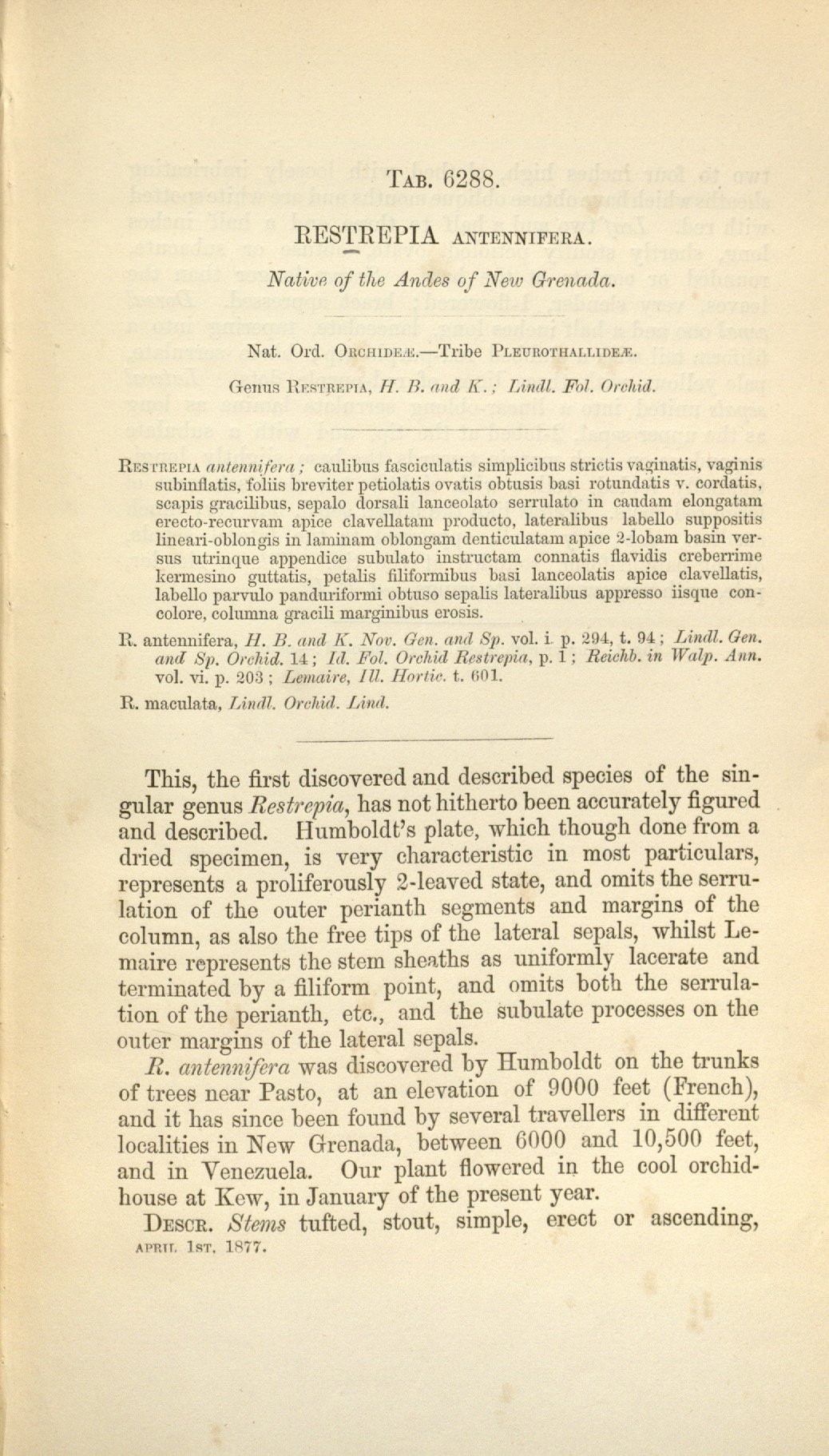
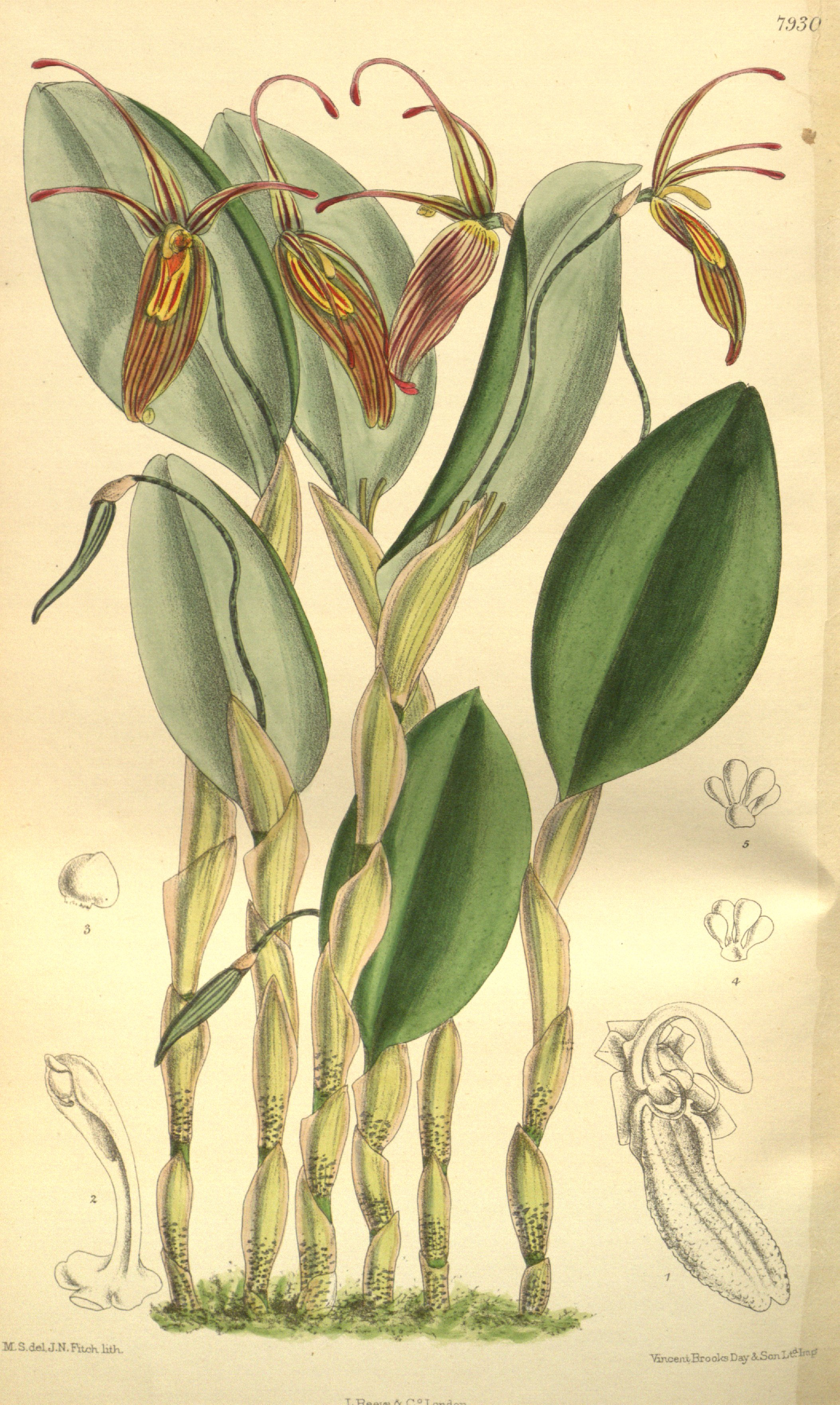